# Pop art

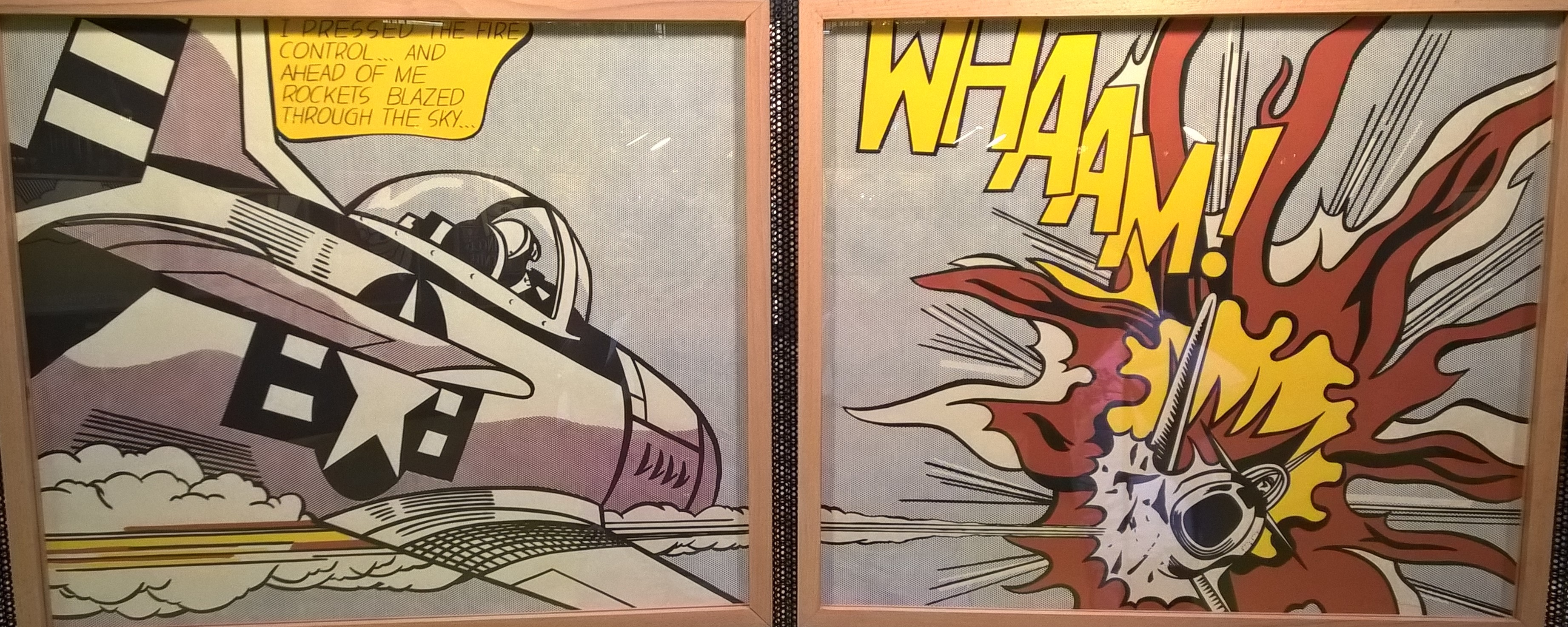
Roy Lichtenstein, Whaam! (1963): ripresa fotografica per la mostra tra il 19 e il 23 settembre 2018, tenutasi presso il Centro Comercial Colombo di Lisbona.

La pop art (abbreviazione di popular art) è un movimento artistico emerso nel Regno Unito e negli Stati Uniti durante la metà e la fine degli anni 50. Il movimento ha rappresentato una sfida alle tradizioni delle belle arti includendo immagini tratte dalla cultura di massa e popolare, come la pubblicità, i fumetti e gli oggetti prodotti a scopo commerciale. Uno dei suoi obiettivi è quello di utilizzare immagini della cultura "popolare" nell'arte, enfatizzando gli elementi banali o kitsch di qualsiasi patrimonio culturale, il più delle volte attraverso l'uso dell'ironia. È anche associata all'uso da parte degli artisti di mezzi meccanici di riproduzione o di tecniche di rendering. Nella pop art, il materiale è talvolta visivamente rimosso dal suo contesto originale, isolato o combinato con materiale non correlato.
I principali artisti di questa corrente sono Andy Warhol, Roy Lichtenstein, Claes Oldenburg, Richard Hamilton, Robert Rauschenberg e Jasper Johns.

## Origine e contesto sociale
Questo movimento artistico si sviluppa nel mondo occidentale nel dopoguerra. In quel periodo entrano in gioco nuovi oggetti che fino a quel momento non erano esistiti, entrando subito a far parte della vita dell'uomo, il quale non può più farne a meno. Per esempio questi oggetti sono automobili utilitarie, poster, frigoriferi, lavatrici, cibo in scatola, detersivi e bevande confezionate. Tutti questi oggetti diventano i nuovi simboli della società consumistica in cui nasce la Pop art. A differenza degli altri movimenti artistici che si sviluppano in questo periodo come per esempio il fenomeno dell'Happening e il Neo-Dada, la Popular Art si allontana da ogni forma di critica e si sofferma solo sul mostrare la realtà.
Perciò l'ambiente urbano in cui questa nuova forma di espressione si sviluppa è un ambiente caratterizzato dalla psicologia dello spreco e del consumo che portano al mutamento della struttura sociale nei paesi industrializzati dove si sviluppa una cultura di massa e infatti le opere non sono altro che prodotti commerciali. Gli artisti di questo movimento si rivolgono all'universo delle grandi metropoli moderne e si muovono all'interno della scena urbana, considerata come uno spettacolo visivo. La città in cui nasce la Pop art è una città aggressiva, piena di contraddizioni e cose brutte. Però per l'artista Pop questo modello di città assume un ruolo vivace e familiare al quale egli non sa rinunciare.
Possiamo definire questa corrente artistica come arte realistica, dove l'artista cerca di riprodurre un realismo moderno tenendo conto delle trasformazioni dell'ambiente. Negli anni cinquanta del Novecento, lo studioso francese Roland Barthes afferma che la stampa e la società attraverso la comunicazione dei mass-media attribuiscono un valore rassicurante nella coscienza collettiva tramite oggetti che trasmettono serenità e che sono sottoposti a un processo di venerazione e sostiene che tutto ciò che crea insicurezza vada allontanato. Parallelamente si sviluppa il pensiero di Marshall McLuhan il quale sosteneva che nell'evoluzione della comunicazione proprio i mass-media sarebbero stati fondamentali e afferma che siano proprio gli artisti che debbano concepirne i cambiamenti.

### Tecniche e temi
Gli artisti della pop art si interrogarono sul problema della riproducibilità dell'arte nell'epoca industriale, sul come e se mantenere il carattere esclusivo dell'opera d'arte, o se invece conciliare la realtà consumistica con il proprio linguaggio. Dalle diverse risposte date a questi interrogativi nacque la diversità di stili e di tecniche tipica della pop art. Da un lato la creazione artistica divenne meccanica, dall'altro vennero recuperate le lezioni delle principali avanguardie del Novecento: dalle provocazioni del dadaismo che per primo mescolò arte e realtà, ai collage di foto o immagini pubblicitarie di sapore ancora cubista, fino agli happening o gesti teatrali, in cui l'artista crea l'opera d'arte direttamente davanti agli spettatori, lasciando spazio all'improvvisazione.
Il tema principale dell'arte Pop è l'angoscia esistenziale della società dei consumi, in cui l'uomo rappresenta il consumatore. L'interesse dell'artista è rivolto alle immagini e alle raffigurazioni della vita quotidiana dell'uomo e al mondo artificiale in cui vive costituito da infiniti prodotti industriali d'uso comune e dai mezzi di comunicazione di massa (tv, radio...). Nelle opere viene mostrato un mondo colorato, pieno di allegria che in realtà nasconde l'ansia e l'angoscia che si eclissa dietro i colori pieni e vivaci. Il soggetto di rappresentazione diventa l'ambiente urbano, quindi troviamo immagini della televisione, del cinema e della pubblicità che vengono rappresentate attraverso la pittura e la scultura.
Gli artisti trasformano in arte qualsiasi aspetto della realtà moderna caratterizzata dai mass media, ed è proprio dall'unione dell'arte con questi ultimi che si arriva alla nascita della pop art. Nelle loro opere, gli artisti pop non fanno mai trapelare un giudizio personale. Come abbiamo già detto gli artisti Pop rappresentano spesso fotografie o riproduzioni di materiale ricavato dai mass-media perciò sottraggono al comportamento della società i vari codici e meccanismi per raffigurarli attraverso l'arte. È importante ricordare che questa corrente artistica è caratterizzata da diversi stili i quali si indirizzano nello studio di vari elementi:
- Foto;
- Rielaborazione di immagini pubblicitarie;
- Fumetti;
- Performance e improvvisazioni, dove l'artista realizza le sue opere davanti ai suoi spettatori.

## Pop art in Europa
Alla fine degli anni cinquanta del Novecento, la Pop art nasce in Europa, in particolare in Inghilterra ed in Italia.

### Pop art inglese
In Inghilterra, negli anni quaranta, i caratteri di questa corrente artistica erano stati anticipati da Eduardo Paolozzi. Ma il vero fondatore della Pop art è l'inglese Richard Hamilton, che nel 1956 realizzò il collage intitolato Just what is it that makes today's homes so different, so appealing? ("Ma cosa rende le case di oggi così diverse, così attraenti?") il quale è considerato il manifesto di questa nuova corrente. L'opera si sofferma sul narcisismo degli abitanti di una casa borghese.
Nell'opera vengono raffigurati personaggi tipici del periodo come per esempio il culturista, il quale esprime l'importanza dello sport come mezzo per modificare il corpo, la moglie, la quale viene rappresentata nuda e ha la funzione di sedurre il giovane marito e infine la cameriera, che conferma la condizione borghese della giovane coppia. Un altro aspetto che richiama la nostra attenzione sono gli oggetti presenti nella raffigurazione, esempio la lampada con il noto marchio Ford, il cibo preconfezionato sul tavolino, gli elettrodomestici e il lecca lecca rosso con la scritta Pop in primo piano. Molte delle immagini rappresentate nell'opera sono ritagli di giornale e il titolo stesso è stato impostato come se l'opera fosse un cartellone pubblicitario. Infine, c'è un altro aspetto dell'opera che richiama la nostra attenzione ed è il soffitto dell'appartamento, il quale sembra la curva della Luna vista dallo spazio.
Allo stesso tempo si sviluppano altri modi di vedere la corrente Pop, per esempio in contrasto ai colori vivaci, allegri e accesi di Hamilton possiamo osservare l'opera Love Wall di Peter Blake, il quale avvicina alle foto della zia foto di icone come Marilyn Monroe prediligendo l'uso del colore bianco e nero per suscitare un sentimento di nostalgia. Ma è importante ricordare che Peter Blake è famoso per aver creato la copertina dell'album musicale di Sgt. Pepper's Lonely Hearts Club Band dei Beatles su suggerimento di Paul McCartney e l'aspetto innovativo risiede nel trasferimento su tela dell'immagine fotografica dei personaggi-simbolo dei quattro ragazzi della band.

### Pop art italiana
In Italia la Pop art si sviluppa grazie all'arrivo di opere di artisti pop americani alla mostra contemporanea della Biennale di Venezia, nonostante qualche critico la avversi accusandola di contenere «i germi di un nuovo fascismo». Roma è la città dove questo movimento artistico si sviluppa proprio per lo stretto contatto con la capitale americana. Ed è proprio a Roma che nel 1960, si ferma e si stabilisce Cy Twombly, molto legato all'arte pop degli Stati Uniti anche se egli stesso non aderisce al movimento. I principali esponenti in Italia sono:
- Michelangelo Pistoletto (1933), artista sperimentale. Nella sua serie di quadri specchianti ha un ruolo fondamentale lo specchio, in quanto tramite esso il pubblico può partecipare all'opera. Nella sua vita artistica si accosta anche all'Arte povera e all'Arte concettuale, infatti nel 1967 dà vita all'insieme di tutte le arti (musica, pittura, danza…) e questo è un procedimento di sperimentazione.
- Pino Pascali (1935-1968), artista ironico che anticipa l'Arte povera.
- Mario Schifano (1934-1998). Nelle sue opere si avvicina alle scelte degli artisti americani ma la differenza sta nel fatto che Schifano crea delle sgocciolature sulle tele. Con questa tecnica mostra come gli oggetti del nostro tempo e della società del consumo siano destinati a scomparire e morire.
- Enrico Baj (1924-2003) artista dedito alle immagini della fantascienza. Dipinge in modo grottesco personaggi inventati che sono spesso mostruosi, vivi ed espressivi e vengono realizzati con materiali poveri ma indossano medaglie. Lo sfondo di queste opere sono carte da parati o stoffe di materasso.[10]

Lo scopo di queste opere è quello di esprimere denuncia e ammonimento. Dopo il 2000 l'artista siciliano Arrigo Musti sviluppa un manifesto "Impop" ("Impopular Art"), lontanamente ispirato alla Pop-Art, in cui pone al centro dei suoi soggetti coloro che sono considerati ultimi del mondo.

## Popular art negli Stati Uniti
Negli Stati Uniti la Pop art si sviluppa negli anni sessanta del Novecento. Trova il suo centro artistico nella New York degli anni sessanta e le sue radici nell'arte americana degli anni precedenti e nella poetica del New Dada. Rispetto all'Inghilterra è un'arte più grossolana ed è proprio oltreoceano che raggiunge il suo vero successo attraverso la capacità degli artisti di ottenere un grande effetto sul pubblico, grazie alla creazione di opere stupefacenti partendo da oggetti comuni e di uso quotidiano. L'oggetto è il protagonista dell'immagine artistica e viene alterato dalla sua forma reale.
Sono oggetti di uso quotidiano, come per esempio lattine di bibite, cibi in scatola, star del cinema, personaggi dello spettacolo e dello sport, ritagli di fumetti e cartelloni pubblicitari, oppure vengono rappresentati oggetti consumati, i quali vengono rappresentati con tecniche diverse e isolati o ingigantiti come se fossero delle sculture perciò non sono più oggetti banali. L'arte Pop americana presenta i meccanismi del linguaggio popolare, i temi delle opere sono temi banali, effimeri che vanno a descrivere la società dei consumi in cui si ambientano.
All'interno di queste opere non viene avviata nessuna critica sociale anzi viene testimoniata la realtà delle grandi città americane e l'opera d'arte diventa soltanto un prodotto commerciale. I colori che spiccano in queste opere sono vivaci e accesi, cioè i colori delle pubblicità, dei supermercati e delle insegne luminose. Sono opere anonime, impersonali ma affascinanti, non fanno altro che esprimere le condizioni della società in cui nascono. Non hanno un messaggio da comunicare ma vogliono soltanto mettere in mostra l'oggetto raffigurato isolandolo dal contesto in cui si trova e mostrando con un velo di ironia i difetti, gli eccessi e la superficialità della società di quegli anni.
I principali esponenti sono:
- Roy Lichtenstein (1923-1997)[11]
- George Segal (1924-2000) raffigura calchi in gesso di persone che vengono ritratte nella vita quotidiana, assieme con oggetti reali come tavoli. Nella realizzazione di queste opere Segal si ispirò ai calchi delle persone che rimasero intrappolate nell'eruzione del Vesuvio del 79 d.C a Ercolano e Pompei.[12]
- Andy Warhol (1928-1987)[13]
- Claes Oldenburg (1929-2022) le sue opere raffigurano oggetti di uso quotidiano che vengono ingranditi e studiati nel dettaglio, con la tecnica tridimensionale che porta il soggetto a essere irriconoscibile.[14]
- Robert Rauschenberg (1925-2008)[15]
- Jasper Johns (1930) è considerato un artista di passaggio tra l'informale e il neorealismo, egli stesso rifiuta di essere definito un artista pop. Rappresenta oggetti della realtà comune mantenendo uno stile compositivo e pittorico. In seguito si schiererà totalmente nella sfera dell'arte informale utilizzando la tecnica del tratteggio diagonale.[5]
- James Rosenquist (1933-2017) nelle sue opere raffigura soprattutto immagini che si avvicinano ai cartelloni pubblicitari. Utilizza soprattutto il collage.[12]
- Tom Wesselmann (1931-2004) nasce nella provincia americana e si sofferma sulla creazione di immagini quotidiane con oggetti reali che riguardano il cibo, il corpo femminile e tutto quello che può essere consumato.[12]

### Iperrealismo americano
L'iperrealismo americano, anche detto fotorealismo, nasce negli Stati Uniti a fine anni sessanta e si sviluppa come movimento derivante dall'Arte Pop. Si estende al campo della pubblicità e del Visual Design. Lo scopo degli artisti è quello di raffigurare soggetti reali nei minimi dettagli e per renderli più veri possibili; nella pittura vengono usate le tecniche della fotografia, della digitalizzazione delle immagini al computer e l'aerografia. Nelle sculture invece usano la tecnica delle resine sintetiche o fibre di vetro rifinite con stoffe per abiti o oggetti, e sono realizzate con calchi in gesso di cose o personaggi.

### Robert Rauschenberg
Robert Rauschenberg, nel 1964 vince la Biennale di Venezia e porta la Pop art al successo internazionale. L'arrivo di questa nuova arte scandalizza l'opinione pubblica e crea polemiche. Ma è da questo episodio che la Pop art americana viene riconosciuta in Europa. Il suo stile è più diretto, non si sofferma solo sul riprodurre oggetti ma li inserisce all'interno di un quadro, combinandoli con altri oggetti e con parti dipinte, dando loro un significato soggettivo. Utilizza la tecnica della combinazione, per evitare le categorie di routine, lui stesso spiega ciò affermando: 
Se avessi chiamato pittura quello che faccio, mi avrebbero detto che erano bassorilievi o pitture.
 Il suo motto principale è quello di non vivere nel passato ma nemmeno quello di anticipare il futuro.

### Roy Lichtenstein
Roy Lichtenstein è pittore, grafico e disegnatore industriale statunitense. Nel 1960 comincia a ispirarsi al linguaggio dei fumetti e avvicina le immagini al fascino visivo della fotografia, queste immagini vengono realizzate attraverso la tecnica della pittura e riportate su grandi tele, in particolare utilizza il metodo dei puntini, il processo Ben Day, proprio per rendere le figure simili allo stampo tipografico. Negli anni settanta, oltre ai fumetti, sceglie di imitare le opere d'arte e inserirle nelle proprie elaborazioni. Nello specifico realizza le sue opere secondo una tecnica precisa e inflessibile, parte da uno schizzo che poi trasferisce su tela e poi lo ritraccia a matita.
È importante sottolineare come Liechtenstein nelle sue rappresentazioni estrae il soggetto raffigurato dal suo contesto naturale, lo ingrandisce per mostrare la tecnica della puntinisti-ca e utilizza toni freddi senza sfumature, con contorni molto marcati. Il soggetto è posto sullo stesso piano dello sfondo quindi viene eliminata qualsiasi forma di prospettiva perciò lo spazio si appiattisce. Caratteristica che troviamo nelle sue opere sono le didascalie senza un vero e proprio senso, trascritte all'interno di nuvolette come 'pensiero' della persona dipinta, e proprio perché non hanno senso non servono a molto, se non a farci capire che la sua ispirazione è data dai fumetti.
Ma quale è lo scopo di Lichtenstein? Il suo scopo è quello di rendere l'opera il più possibile impersonale in modo tale che il soggetto raffigurato non trasmetta emozioni, come la società del consumo in cui vive, dove le emozioni, i sentimenti e le sensazioni sono piatte. La critica nei primi anni era diffidente nei confronti di Lichtenstein perché utilizzava nelle sue opere i protagonisti dei fumetti e creava situazioni e atmosfere fredde. In seguito viene riconosciuto il suo talento in occasione dell'esposizione monografica alla Galleria Leo Castelli di New York. È l'artista che a livello commerciale ottiene più successo nel campo della comunicazione pubblicitaria (ancora oggi).

#### Lichtenstein e il fumetto
Lichtenstein afferma che l'arte Pop è l'arte commerciale. Proprio per questo lui sviluppa gran parte delle sue opere partendo da fumetti contemporanei e commerciali o fumetti di avventura dove l'uomo vince sempre contro il male (mito americano del superuomo). Lichtenstein afferma:
«Una caratteristica del fumetto è quella di esprimere una passione e un'emozione violenta in uno stile completamente meccanico e distaccato. Esprimerla con uno stile pittorico vorrebbe dire diluirla. La tecnica di cui mi servo non è commerciale, lo è solo apparentemente e il modo di vedere e comporre e unificare è diverso e ha un altro fine».

##### M-Maybe
Nel 1965, Roy Lichtenstein realizza M-Maybe, attualmente localizzata al museo Ludwig a Colonia. Nell'opera è raffigurato il volto di una donna, realizzato tramite l'avvicinamento di numerosi punti rossi che creano il colore della pelle. La tecnica utilizzata è quella della tipografia. Utilizza pochissimi colori, all'incirca tre o quattro. In alto, viene scritto dentro una nuvoletta il pensiero della ragazza che estrapolato dal contesto del fumetto perde il suo senso.

### Andy Warhol
Andy Warhol è l'artista pop americano che rappresenta questo stile al meglio. La sua passione per l'arte nasce quando da piccolo si ammalò e la madre gli regalò il materiale necessario per disegnare. La sua abilità principale è quella di avere una grande capacità di osservazione. La sua carriera ha inizio a New York come pubblicitario. Nel 1963 crea un grande centro di produzione artistico chiamato 'La Factory', dove alloggiano il maestro e gli allievi che vivono insieme ed egli ha il compito di insegnare loro che cosa fare e che cosa non fare. Inoltre crea una rivista sulla grafia e sull'editoria della moda e del cinema, chiamata Interview.
Warhol fu criticato perché avvicinò l'arte alla civiltà tecnologica che era considerata una pericolosa minaccia per i valori della società moderna. Gli oggetti (diventati ormai icone del tempo) riprodotti nelle sue opere vengono rappresentati con freddezza e vengono dipinti su tela così come si trovano disposti nei supermercati. Gli oggetti dipinti erano tutti quelli di uso quotidiano. La tecnica che Warhol preferisce è quella della serigrafia, cioè un procedimento a due schemi di composizione: il primo schema vede l'ingrandimento e l'isolamento dell'immagine, il secondo è una ripetizione seriale con variazioni di luminosità dell'immagine (secondo metodo lo ritroveremo nei film sperimentali prodotti da Warhol).
Warhol produce immagini di personaggi famosi dello spettacolo e volti conosciuti della politica però portando queste figure a essere impersonali cioè perdono il loro proprio valore ideologico in quanto sono tutte messe sullo stesso piano. Questi personaggi vengono trasformati in icone e vengono messi in evidenza i lineamenti attraverso l'utilizzo di colori contrastanti. Infatti quello che rappresenta l'artista non è la persona ma l'immagine pubblica che la stampa presenta alla società.

#### Rapporto tra Warhol e il mondo cinematografico
Tra il 1963 e 1968 Warhol ha prodotto 650 film sperimentali con la sua casa cinematografica La Factory. Film sperimentali di Warhol:
- 1963, Sleep: film su un poeta che dorme per 321 minuti;
- 1964, Empire: film sulla stessa immagine dell'Empire State Building per 485 minuti;
- 1966, Chelsea Girls: tratta del voyeurismo sessuale;
- 1970, Trash - I rifiuti di New York, nasce in seguito e parla di giovani tossicodipendenti.

Ha prodotto film sostanzialmente muti che hanno lo scopo di dare un ritmo cinematografico diverso rispetto alle idee dell'avanguardia (analizzavano solo aspetti psicologici e introspettivi). Le pellicole del film sono separate da lampi di luce che creano una scansione costante nel film, ciascuna pellicola è di 30 metri, in quanto Warhol fa sì che la stessa scena si ripeta. Quindi in poche parole vengono girate con fotogrammi normali e poi vengono rallentati in modo da dare il senso del tempo che trascorre anche attraverso le differenze di luminosità.

##### Orange Marilyn
Orange Marilyn è una delle opere più famose di Warhol, nella quale viene utilizzato il metodo dell'ingrandimento e isolamento dell'immagine. L'artista gioca molto con il contrasto dei colori e crea un errore voluto nei contorni leggermente scomposti rispetto al colore. Attraverso l'opera non scopriamo la personalità dell'attrice ma soltanto l'immagine di lei che arriva alla società con le foto e le varie opere che la rappresentano. In conclusione, Warhol diventa un'icona per la società e addirittura una sua fan cercò di ucciderlo, sparandogli. Questo episodio portò alla chiusura della Factory e alla fine del suo grande periodo di attività.

## Documentari
- Nel 2006 è stato girato il documentario Who Gets to Call It Art? di Peter Rosen.
- Documentario su Robert Rauschenberg e la sua vittoria alla Biennale di Venezia del 1964, uscito nel 2018 Americans in Venice: Robert Rauschenberg Rewrites the Rules di Amei Wallach.
- Documentario sulla pop Art Soup Cans & Superstars, di Alastair Sooke.
- Documentario La società di massa diventa arte, Gianfranco Maraniello[20]